# 阿里·伊本·伊萨
阿里·伊本·伊萨 （盛年785–811年3月，Ali ibn Isa ibn Mahan）是阿拔斯王朝的一位著名将领。

## 家庭
阿里的儿子伊萨担任锡斯坦（Sistan）的副总督，807年死于拉菲·伊本·莱伊斯的支持者。 另一个儿子侯赛因，在阿里担任呼罗珊总督期间，在锡斯坦任职，811/2年在叙利亚招募军队镇压反阿拔斯暴动。 随着马蒙的进军，导致了巴格达围城（812-813），侯赛因短暂的囚禁了阿明，并呼吁巴格达公民效忠马蒙，最后失败被杀。

## 生平
阿里的父亲伊萨·伊本·马汉早期追随阿拔斯，他在阿拔斯革命之后发动兵变，被阿布·穆斯林处死 。779~780年阿里担任哈里发马赫迪禁军指挥官。 之后，担任继承人阿尔·哈迪的禁军指挥官，并在后者即位后继续担任此职。

##### 哈里发哈迪时期
阿里担任了军部秘书长（diwan al-jund），掌握大权的宫廷大臣 （hajib） 和财政大臣（director of the treasures）。

##### 哈伦·拉希德时期，
继续担任禁军指挥官直至796年。当他被任命为呼罗珊总督时，遭到叶海亚·伊本·哈立德的反对。作为abna′ al-dawla部队的指挥官，这支部队是阿拔斯王朝在伊拉克地区的核心部队，阿里引起了呼罗珊人的反抗并通过重税压迫他们。在他8年的任期里，阿里积累了大量财富。这导致了拉菲·伊本·莱伊斯的一次叛乱，最终在808年由哈里发哈伦·拉希德亲自干预。阿里被哈萨玛·伊本·阿彦替换并失宠。

##### 哈里发穆罕默德·阿明时期
在809年3月哈伦·拉希德死后，阿里再度复起。阿里是新任哈里发穆罕默德·阿明强有力的支持者，后者赐予阿里·伊本·伊萨头衔谢赫 hadhihi'l-dawla，并负责继承人穆萨的事务。 811年早期，阿明和马蒙的继位者内战爆发，哈里发阿明派阿里征讨马蒙。阿里带着5万大军，向呼罗珊进军。
可在811年7月3日雷伊战役中，與塔希尔·伊本·侯赛因（Tahir ibn al-Husayn）率领的马蒙军交战，阿里遭到惨败阵亡。